# Le 16 à Kerbriant
Le 16 à Kerbriant est un feuilleton télévisé français en 25 épisodes de 13 minutes, en noir et blanc réalisé par Michel Wyn, et diffusé en France à partir du 21 février 1972 sur la première chaîne de l'ORTF et en Belgique à partir du 12 octobre 1971 à la RTB.

## Synopsis
Bretagne, 1944, quelques semaines avant le débarquement des alliés en Normandie, Blanche Lacassagne (Tsilla Chelton)  et sa belle-fille Anne (Elisabeth Alain ) quittent Paris pour se réfugier dans leur ferme familiale à Kerbriant, un village du sud du Morbihan. 
Une fois sur place, elles constatent que leur ligne téléphonique est connectée par erreur sur la ligne de la Kommandantur. La Résistance profite rapidement de cette chance pour espionner les conversations des officiers allemands. Le parachutage en Bretagne des français du Special Air Service dans la nuit du 5 au 6 juin 1944 est accueilli avec enthousiasme
Dans le même temps, un officier de la Wehrmacht, le capitaine Franz Madelin (Louis Velle ), tombe amoureux d'Anne.

## Fiche technique
- Titre : Le Seize à Kerbriant
- Réalisation : Michel Wyn
- Scénario : Jean Cosmos, Jean Chatenet, Ilka Rezette d'après le roman Grand-mère, agent secret d'Ann & Gwen et Jean-Claude Pasquiez
- Musique : Michel Cals
- Pays de production :  France
- Format : noir et blanc
- Genre : guerre
- Durée : 25 × 13' ou 12 × 26' ou 6 × 52'
- Date de première diffusion : 21 février 1972

## Tournage
La commune de Kerbriant n'existe pas. Selon le réalisateur Michel Wyn, l'action se passe autour d'Auray dans le Morbihan.
Les extérieurs, la côte et les plages, furent tournés à Carantec (Finistère), le centre du village et l’église sur la commune de Locquénolé (Finistère). Pour la ferme, les scènes ont été enregistrées en région parisienne.

## Distribution
- Louis Velle : le capitaine Franz Madelin
- Tsilla Chelton : Blanche Lacassagne
- Elisabeth Alain : Anne Lacassagne
- Jean-Gabriel Nordmann : Hervé Caoudal
- Daniel Sarky : Antoine Kervarec
- Vernon Dobtcheff : le lieutenant (SS-Obersturmführer) puis capitaine (SS-Hauptsturmführer) Wolf,
- Jean-Pierre Castaldi : Lionel Vouillé, le sergent parachutiste S.A.S.
- Gérard Chevalier : Jean Legoff, dit Jeannot, Coudrier dans la Résistance
- Tony Roedel : Otto Müller
- Brigitte Roüan : Françoise Martoret, la fille du maire
- Jacques Rispal : Martoret, le maire
- Aline Bertrand : Marie Legoff
- Lucien Hubert : Yves Legoff
- Marie-Pierre Casey : la boulangère
- Hans Verner : le médecin militaire allemand Fritz
- Carole Giron : Sylvie Lacassagne
- Roger Souza : le facteur Gouéno